# Giovanni de Módena
Giovanni di Pietro Faloppi, conocido como Giovanni de Módena (1379-1455) fue un pintor italiano, uno de los primeros representantes destacados de la llamada escuela boloñesa de pintura.

## Biografía
Aunque nacido en Módena, desarrolló casi toda su carrera artística en Bolonia. Las primeras obras documentadas atribuibles a su mano son algunas miniaturas incluidas en los estatutos del Arte dei drappieri (1407)
Hacia 1410, en la Capilla Bolognini —dentro de la basílica de San Petronio, en Bolonia—, realizó los frescos del Paradiso, el Inferno y las Historias de los Reyes Magos. Esta obra es uno de los más brillantes exponentes de la pintura tardogótica. Sin embargo, hasta fechas relativamente recientes no le ha sido adjudicada su autoría, ya que diversas autoridades, como Giorgio Vasari, la atribuyeron erróneamente a la mano de Buonamico Buffalmacco, autor de las célebres pinturas del camposanto de Pisa.
En 1420, en la Capilla de San Giorgio de la misma basílica, realizó La alegoría del triunfo de la iglesia sobre la sinagoga y del pecado original.
Uno de sus últimos encargos lo realizó en su ciudad natal de Módena, donde restauró y pintó las grandes vidrieras del edificio del duomo (1453)
Su narración es densa y viva, con caprichosos detalles de pesimismo nórdico. A veces está lleno de detalles realistas o macabros, como las gotas de sangre que recorren el cuerpo de su Crucifijo —en poder de la de Pinacoteca de Bolonia— y las escenas del Infierno.
A la muerte de Giovanni, su hijo Cesare (vivo en 1484) continuó con la actividad del taller. La única obra de su mano que ha sobrevivido (Virgen con el Niño, colección Gualino de Turín, firmada cexar ioh(ann)is de falopiis) lo revela como un mediocre seguidor del estilo paterno.

## Galería de fotos
|  |  |  |  |  |